# Zahájí (okres České Budějovice)
Obec Zahájí se nachází v okrese České Budějovice, kraj Jihočeský, necelé 3 km severně od Zlivi a 15 km severozápadně od Českých Budějovic. Žije zde 463 obyvatel.

## Historie
První písemná zmínka o vsi při kostele Zvěstování Panny Marie pochází z roku 1352. Osada se tehdy nazývala Vavřinčice (Wawrzinczicz) a tento název přežíval až do konce 14. století. Název Zahájí (Zahagie) je doložen od roku 1399.
Během války o rakouské dědictví zde dne 25. května 1742 proběhla bitva u Zahájí, při které se spolu střetla rakouská a francouzská vojska; ves byla za těchto bojů těžce poškozena. Ztráty na francouzské straně čítaly 193 vojínů a 15 důstojníků. Rakouské ztráty jsou odhadovány na 500 - 600 mužů.
V roce 1772 postihl zdejší farnost, která zahrnovala i Munice, Mydlovary a Olešník, hladomor, při kterém zemřelo 102 lidí.
Po zrušení poddanství bylo Zahájí v letech 1850 až 1920 součástí obce Mydlovary, poté je samostatnou obcí vyjma období od 1. ledna 1976 do 23. listopadu 1990, kdy ves spadala pod město Zliv.

## Přírodní poměry
Jihovýchodně od vesnice leží přírodní památka Blana.

## Hospodářství
Asi jeden kilometr směrem ke Hluboké nad Vltavou je povrchový lom, kde se těží kaolin na výrobu šamotových výrobků ve Zlivi.

## Pamětihodnosti

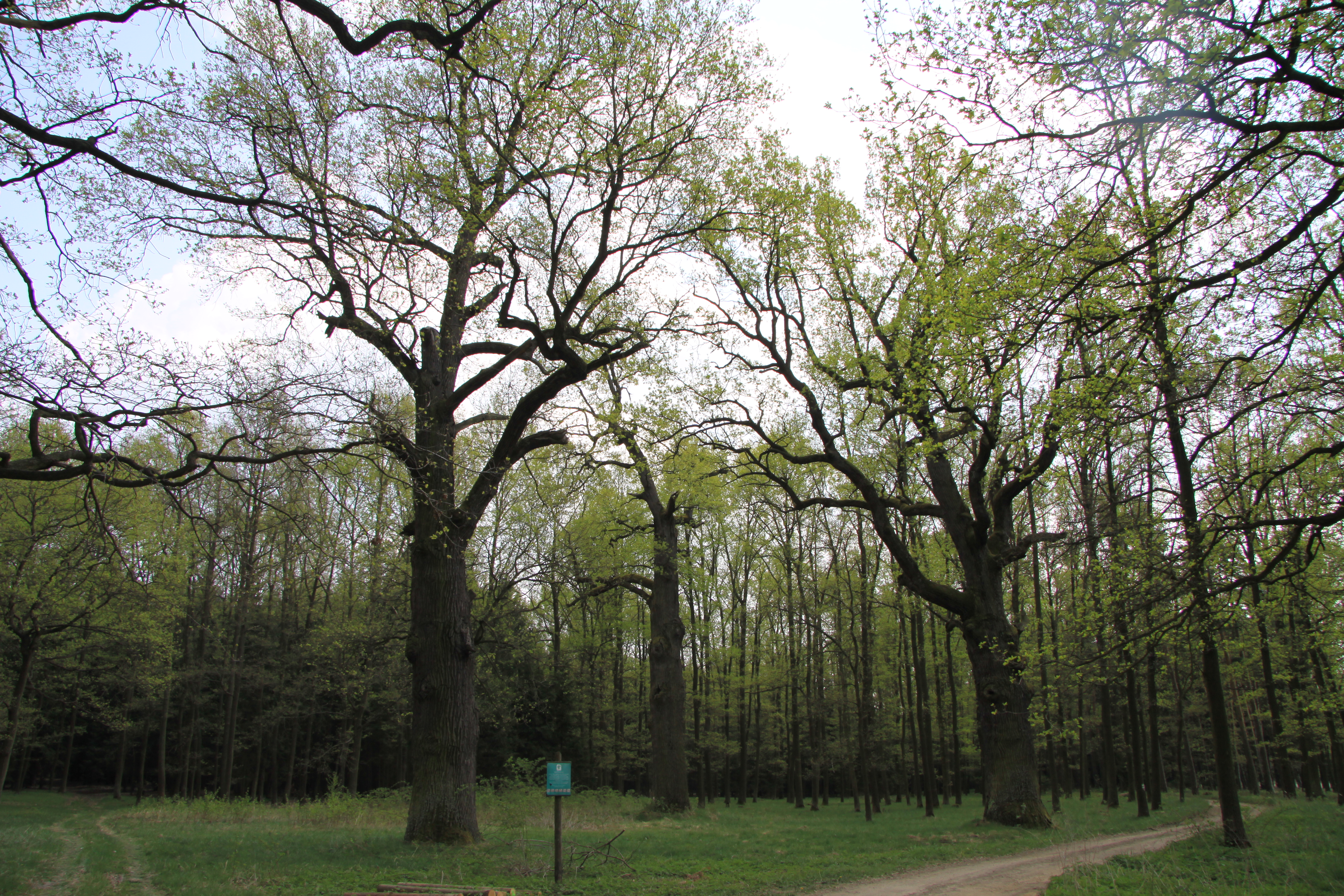
Schwarzenberské duby

- Kostel Zvěstování Páně – původně raně gotický kostel z konce 13. století byl jednolodní s pravoúhle zakončeným presbytářem; ve druhé polovině 15. století byla na severní straně přistavěna druhá loď s presbytářem trojboce uzavřeným. Po požáru v roce 1742 provedeny barokní úpravy.[7]

- Fara[8]
- Nedaleko od obce v lese se nachází skupina památných stromů tzv. Schwarzenberské duby.
- V blízkosti obce se nachází bývalá chemická zpracovna uranových rud MAPE.

### Boží Muka
Kamenná boží muka ze 16. století jsou na severním okraji obce při silnici do Olešníku. Na boží muka byla na podzim 1932 připevněna bronzová pamětní deska s nápisem: „V těchto místech odpočívá 15 důstojníků a 193 vojínů francouzské armády, kteří padli ve srážce u Zahájí dne 25. května 1742“. Náklady na zhotovení desky hradila vláda francouzské republiky. Bronzová deska byla v roce 2011 odcizena a později byla nahrazena deskou z jiného kovu.

## Galerie

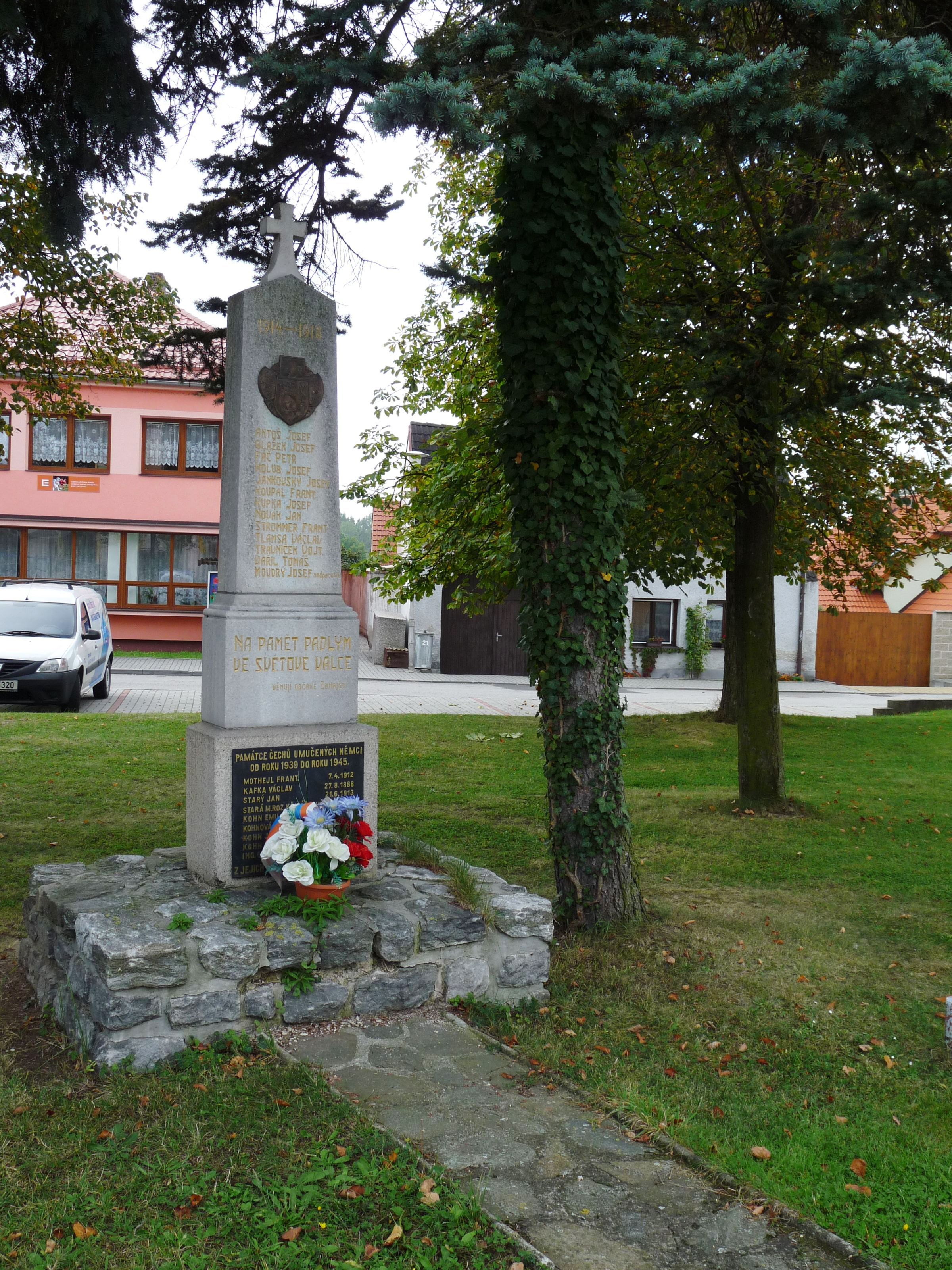
Pomník padlých
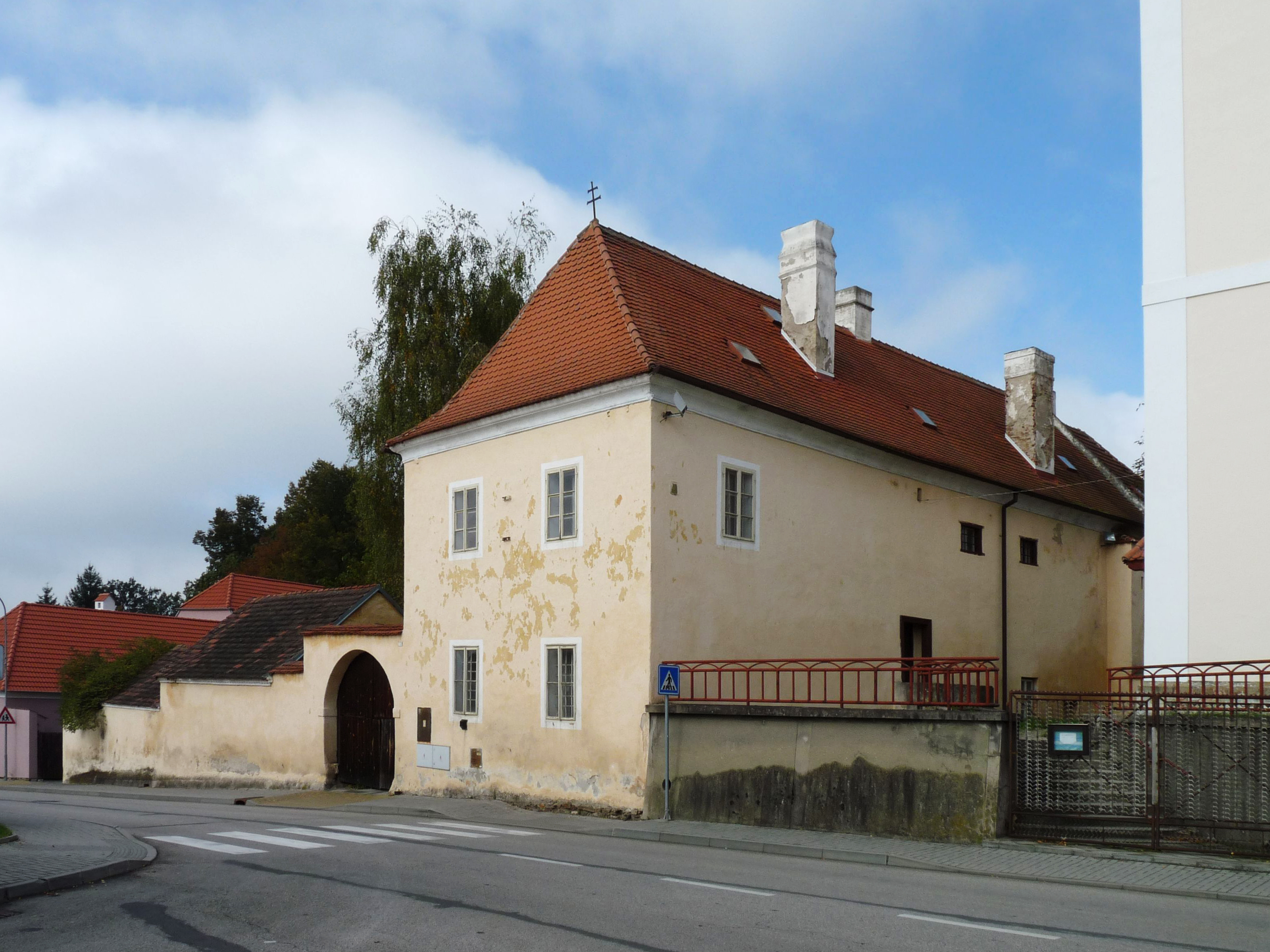
Fara
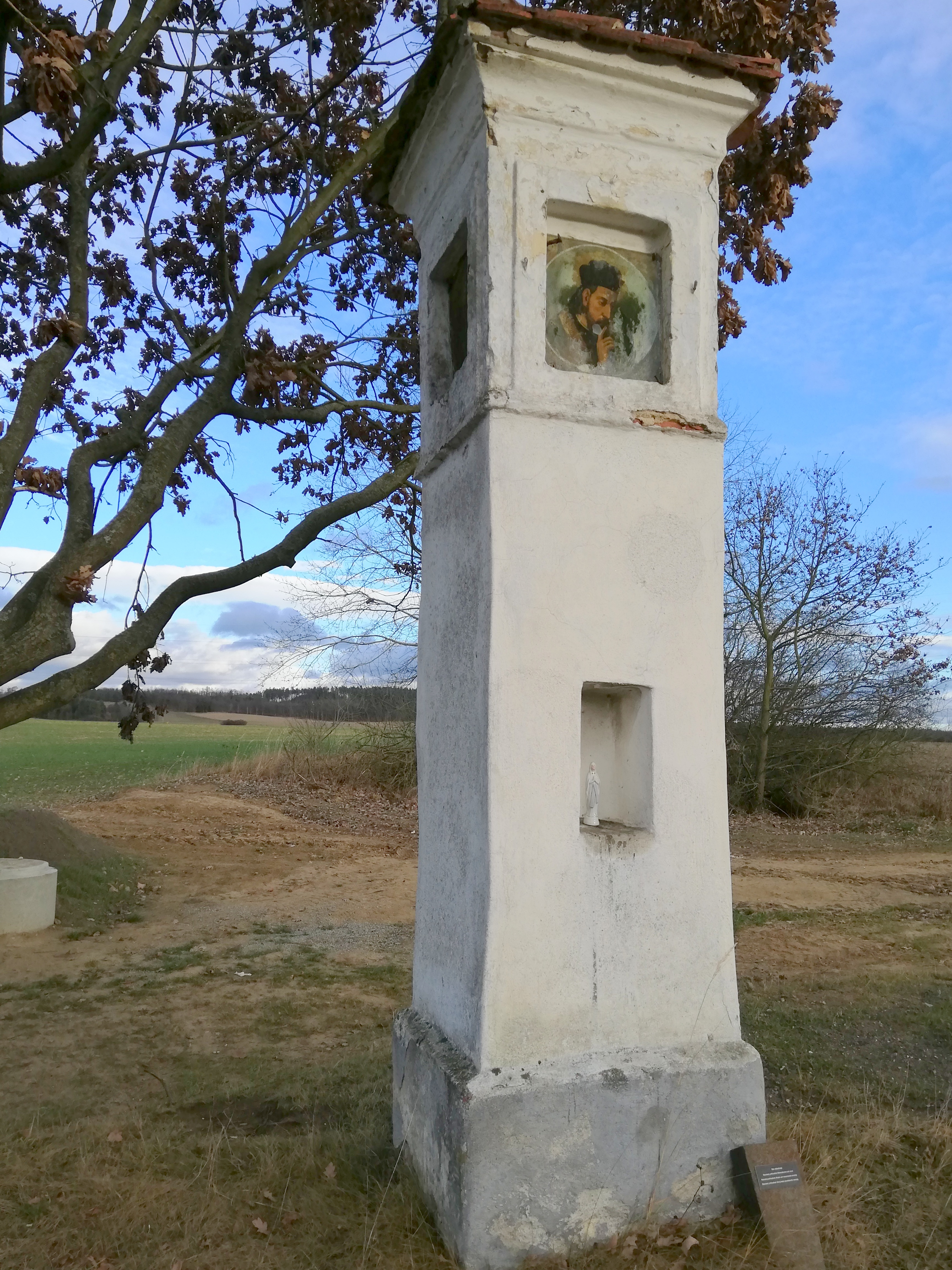
Boží muka
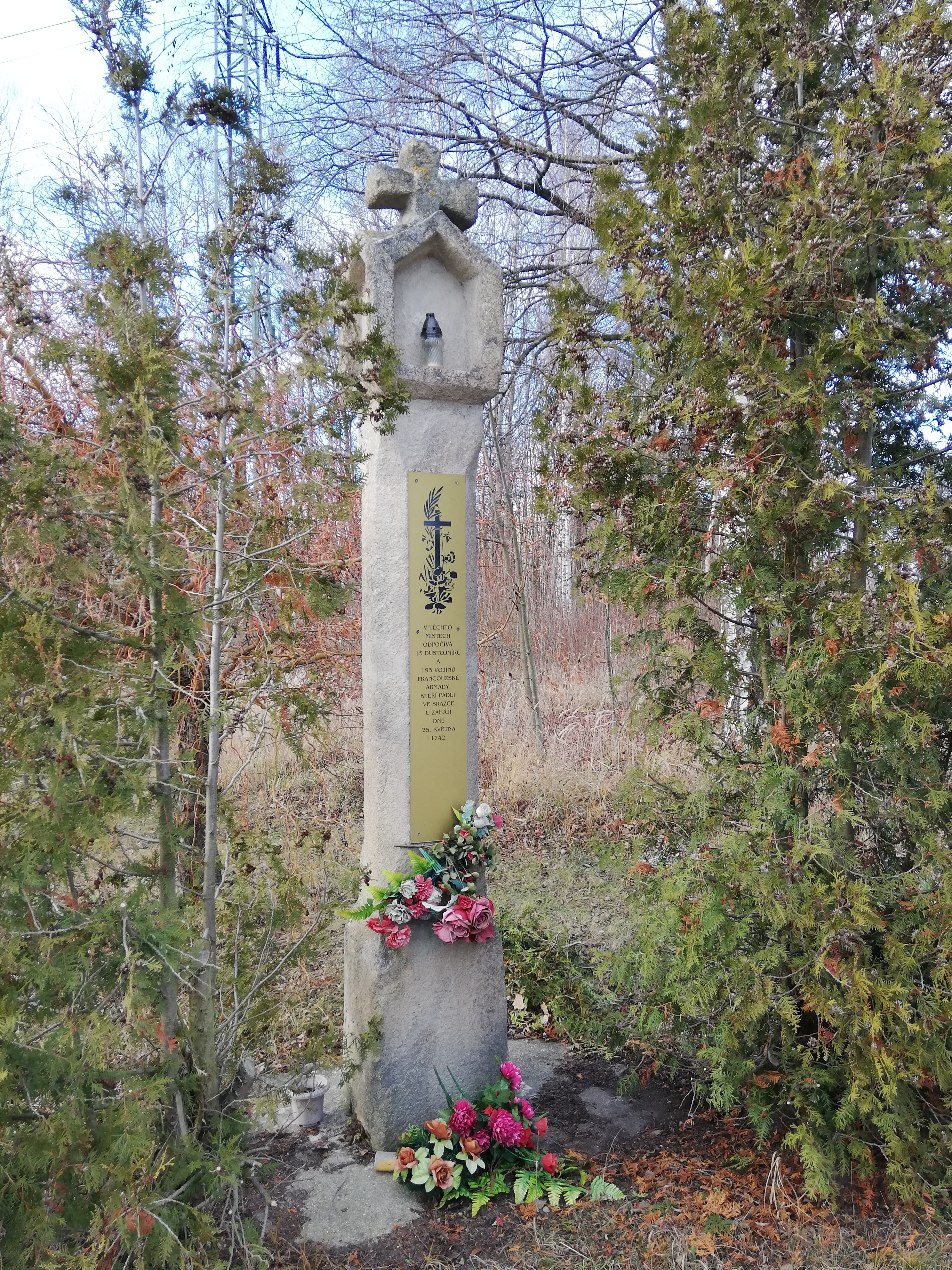
Boží muka s nápisem, který připomíná bitvu u Zahájí